# Jim Mayes
James Buford Maines, beter bekend als Jim Mayes (Princeton, Indiana, 5 maart 1920 - Tarpon Springs, Florida, 10 mei 1970) was een Amerikaans autocoureur. In 1953 schreef hij zich in voor de Indianapolis 500, maar wist zich niet te kwalificeren. Deze race was ook onderdeel van het Formule 1-kampioenschap. Ook nam hij in 1951 en 1952 deel aan twee NEXTEL Cup-races waarin hij respectievelijk als dertiende en als 34e eindigde.